# Liste der Nummer-eins-Hits in Deutschland (2014)
Dies ist eine Liste der Nummer-eins-Hits in Deutschland im Jahr 2014. Die Single- und Albumcharts werden von GfK Entertainment wöchentlich zusammengestellt. Sie berücksichtigen sowohl Download-Käufe als auch den Verkauf von Tonträgern (in der überwiegenden Mehrheit CDs) und seit 2014 auch bei den Single-Charts bezahlte/kostenpflichtige Streams (Mindestlänge 31 Sekunden) vom Musikstreaming-Premiumdiensten. Auswertungszeitraum ist jeweils Freitag bis Donnerstag einer Woche. Am Dienstag darauf werden die Charts zunächst für die Musikindustrie bekannt gegeben, die offizielle Veröffentlichung erfolgt jeweils am Freitag darauf.

## Singles
| ← 2013 ← | Liste der Nummer-eins-Hits in Deutschland | Liste der Nummer-eins-Hits in Deutschland | Liste der Nummer-eins-Hits in Deutschland | 2015 → |
| \| Zeitraum \| Wo. ges. \| Interpret \| Titel Autor(en) \| Zusätzliche Informationen \| \| (Zeitraum, Wochen auf Platz eins, Interpret, Titel, Autor[en], zusätzliche Informationen) \| \| \| \| \| \| ----------------------------------------------------------------------------------------- \| -------- \| --------------------------------------- \| ------------------------------------------------------------------------------------------------------------------------------------------------------------- \| --------------------------------------------------------------------------------------------------------------------------------------------------------------------------------------------------------------------------------------------------------------------- \| \| 27. Dezember 2013 – 16. Januar 2014 3 Wochen \| 3 \| Pitbull feat. Kesha \| Timber Lukasz Gottwald, Cirkut, Kesha Sebert, Armando C. Pérez, Priscilla Hamilton, Jamie Sanderson, Breyan Stanley Isaac, Lee Oskar, Keri Oskar, Greg Errico \| – \| \| 17. Januar 2014 – 27. Februar 2014 6 Wochen (insgesamt 8) \| 8 \| Pharrell Williams \| Happy Pharrell Williams \| Als eine Hälfte des Produzenten-/Songwriter-Duos The Neptunes wurde Williams bekannt. Mit diesem unkonventionellen Lied, das ursprünglich für den Film Ich – Einfach unverbesserlich 2 geschrieben wurde, hatte er einen der größten internationalen Hits des Jahres. \| \| 28. Februar 2014 – 6. März 2014 1 Woche (insgesamt 4) \| 4 \| Mr. Probz \| Waves (Robin Schulz Remix) Dennis Princewell Stehr \| Der DJ aus Osnabrück nahm sich einen Top-Ten-Hit aus dem Nachbarland Niederlande vor und machte daraus mit seiner Danceversion einen internationalen Nummer-eins-Hit. \| \| 7. März 2014 – 20. März 2014 2 Wochen (insgesamt 8) \| 8 \| Pharrell Williams \| Happy Pharrell Williams \| – \| \| 21. März 2014 – 10. April 2014 3 Wochen (insgesamt 4) \| 4 \| Mr. Probz \| Waves (Robin Schulz Remix) Dennis Princewell Stehr \| – \| \| 11. April 2014 – 8. Mai 2014 4 Wochen \| 4 \| Clean Bandit feat. Jess Glynne \| Rather Be James Napier, Jack Patterson, Grace Chatto, Nicole Marshall \| – \| \| 9. Mai 2014 – 15. Mai 2014 1 Woche (insgesamt 2) \| 2 \| Andreas Bourani \| Auf uns Andreas Bourani, Tom Olbrich, Julius Hartog \| Der Augsburger hatte 2011 mit Nur in meinem Kopf seinen Debüthit in den deutschen Top 20. Auf uns ist das erste Lied aus seinem zweiten Album und brachte ihn auf Platz eins. \| \| 16. Mai 2014 – 22. Mai 2014 1 Woche \| 1 \| Aneta Sablik \| The One Sylvia Gordon, Konstantin Scherer, Vincent Stein, Matthias Zürkler, Oliver Pum \| Nach der 11. Staffel von Deutschland sucht den Superstar ist der Siegertitel zum 10. Mal anschließend ein Nummer-eins-Hit. \| \| 23. Mai 2014 – 19. Juni 2014 4 Wochen \| 4 \| Cro \| Traum Christoph Bauss, Fridolin Walcher, Carlo Waibel \| Bereits der zweite Nummer-eins-Hit für den maskierten Pop-Rapper mit der Vorabsingle zu seinem zweiten Album. \| \| 20. Juni 2014 – 24. Juli 2014 5 Wochen \| 5 \| Lilly Wood & the Prick and Robin Schulz \| Prayer in C (Robin Schulz Remix) Nili Hadida, Benjamin Cotto \| Nach Waves der zweite Remix des deutschen DJs, der in diesem Jahr Platz eins erreicht. Diesmal entdeckte er das Lied eines französischen Duos, das zuvor nur als Albumtrack veröffentlicht worden war. \| \| 25. Juli 2014 – 31. Juli 2014 1 Woche (insgesamt 2) \| 2 \| Andreas Bourani \| Auf uns Andreas Bourani, Tom Olbrich, Julius Hartog \| Nachdem die deutsche Fußballnationalmannschaft Weltmeister geworden war, trat das Lied wieder in den Fokus. Unter anderem trat Bourani damit beim Empfang des Teams in Berlin auf. \| \| 1. August 2014 – 14. August 2014 2 Wochen \| 2 \| Marlon Roudette \| When the Beat Drops Out Marlon Roudette, Jamie Hartman \| Nach Big City Life (2005) als Mitglied des Duos Mattafix und dem Soloerfolg New Age (2011) ist es der dritte Nummer-eins-Hit in Deutschland für Marlon Roudette. \| \| 15. August 2014 – 2. Oktober 2014 7 Wochen \| 7 \| David Guetta feat. Sam Martin \| Lovers on the Sun David Guetta, Tim Bergling, Frédéric Riesterer, Giorgio Tuinfort, Jason Evigan, Michael Einziger \| Fünf Jahre nach seinem ersten deutschen Nummer-eins-Hit Sexy Bitch schafft es der französische DJ zum zweiten Mal auf Platz eins. \| \| 3. Oktober 2014 – 9. Oktober 2014 1 Woche \| 1 \| The Avener \| Fade Out Lines Tristan Casara \| Fade Out Lines ist die erste in Deutschland veröffentlichte Single des französischen DJ, die sich sofort auf Platz eins festsetzt. Zum zweiten Mal hintereinander ist damit ein Franzose auf der Spitzenposition der deutschen Charts. \| \| 10. Oktober 2014 – 20. November 2014 6 Wochen \| 6 \| Meghan Trainor \| All About That Bass Kevin Kadish, Meghan Trainor \| Nachdem der Song zunächst in den USA große Bekanntheit erlangte, schaffte er es wenige Wochen später auch in Deutschland auf Rang eins. \| \| 21. November 2014 – 4. Dezember 2014 2 Wochen (insgesamt 6) \| 6 \| David Guetta feat. Sam Martin \| Dangerous David Guetta, Giorgio Tuinfort, Sam Martin, Jason Evigan, Lindy Robbins \| Nach Lovers on the Sun ist es der zweite Nummer-eins-Hit für David Guetta und Sam Martin in diesem Jahr und der dritte Nummer-eins-Hit für Guetta insgesamt. \| \| 5. Dezember 2014 – 18. Dezember 2014 2 Wochen \| 2 \| Band Aid 30 Germany \| Do They Know It’s Christmas? (Deutsche Version) Midge Ure, Bob Geldof; deutscher Text: Andreas Frege, Thees Uhlmann, Sebastian Wehlings, Marten Laciny \| Die deutsche Version ist die fünfte Auflage des Benefizsongs und schaffte nach dem Original 1984 die zweite Nummer-eins-Position. Die englische Version hatte in der Woche zuvor Platz zwei belegt. \| \| 19. Dezember 2014 – 15. Januar 2015 4 Wochen (insgesamt 6) \| 6 \| David Guetta feat. Sam Martin \| Dangerous David Guetta, Giorgio Tuinfort, Sam Martin, Jason Evigan, Lindy Robbins \| – \| |                                           |                                           | | |
| ← 2013 |                                           |                                           | | → 2015 → |
| Zeitraum | Wo. ges.                                  | Interpret                                 | Titel Autor(en) | Zusätzliche Informationen |
| (Zeitraum, Wochen auf Platz eins, Interpret, Titel, Autor[en], zusätzliche Informationen) |                                           |                                           | | |
| 27. Dezember 2013 – 16. Januar 2014 3 Wochen | 3                                         | Pitbull feat. Kesha                       | Timber Lukasz Gottwald, Cirkut, Kesha Sebert, Armando C. Pérez, Priscilla Hamilton, Jamie Sanderson, Breyan Stanley Isaac, Lee Oskar, Keri Oskar, Greg Errico | – |
| 17. Januar 2014 – 27. Februar 2014 6 Wochen (insgesamt 8) | 8                                         | Pharrell Williams                         | Happy Pharrell Williams | Als eine Hälfte des Produzenten-/Songwriter-Duos The Neptunes wurde Williams bekannt. Mit diesem unkonventionellen Lied, das ursprünglich für den Film Ich – Einfach unverbesserlich 2 geschrieben wurde, hatte er einen der größten internationalen Hits des Jahres. |
| 28. Februar 2014 – 6. März 2014 1 Woche (insgesamt 4) | 4                                         | Mr. Probz                                 | Waves (Robin Schulz Remix) Dennis Princewell Stehr | Der DJ aus Osnabrück nahm sich einen Top-Ten-Hit aus dem Nachbarland Niederlande vor und machte daraus mit seiner Danceversion einen internationalen Nummer-eins-Hit.                                                                                                 |
| 7. März 2014 – 20. März 2014 2 Wochen (insgesamt 8) | 8                                         | Pharrell Williams                         | Happy Pharrell Williams | – |
| 21. März 2014 – 10. April 2014 3 Wochen (insgesamt 4) | 4                                         | Mr. Probz                                 | Waves (Robin Schulz Remix) Dennis Princewell Stehr | – |
| 11. April 2014 – 8. Mai 2014 4 Wochen | 4                                         | Clean Bandit feat. Jess Glynne            | Rather Be James Napier, Jack Patterson, Grace Chatto, Nicole Marshall                                                                                         | – |
| 9. Mai 2014 – 15. Mai 2014 1 Woche (insgesamt 2) | 2                                         | Andreas Bourani                           | Auf uns Andreas Bourani, Tom Olbrich, Julius Hartog | Der Augsburger hatte 2011 mit Nur in meinem Kopf seinen Debüthit in den deutschen Top 20. Auf uns ist das erste Lied aus seinem zweiten Album und brachte ihn auf Platz eins.                                                                                         |
| 16. Mai 2014 – 22. Mai 2014 1 Woche | 1                                         | Aneta Sablik                              | The One Sylvia Gordon, Konstantin Scherer, Vincent Stein, Matthias Zürkler, Oliver Pum                                                                        | Nach der 11. Staffel von Deutschland sucht den Superstar ist der Siegertitel zum 10. Mal anschließend ein Nummer-eins-Hit. |
| 23. Mai 2014 – 19. Juni 2014 4 Wochen | 4                                         | Cro                                       | Traum Christoph Bauss, Fridolin Walcher, Carlo Waibel | Bereits der zweite Nummer-eins-Hit für den maskierten Pop-Rapper mit der Vorabsingle zu seinem zweiten Album. |
| 20. Juni 2014 – 24. Juli 2014 5 Wochen | 5                                         | Lilly Wood & the Prick and Robin Schulz   | Prayer in C (Robin Schulz Remix) Nili Hadida, Benjamin Cotto                                                                                                  | Nach Waves der zweite Remix des deutschen DJs, der in diesem Jahr Platz eins erreicht. Diesmal entdeckte er das Lied eines französischen Duos, das zuvor nur als Albumtrack veröffentlicht worden war.                                                                |
| 25. Juli 2014 – 31. Juli 2014 1 Woche (insgesamt 2) | 2                                         | Andreas Bourani                           | Auf uns Andreas Bourani, Tom Olbrich, Julius Hartog | Nachdem die deutsche Fußballnationalmannschaft Weltmeister geworden war, trat das Lied wieder in den Fokus. Unter anderem trat Bourani damit beim Empfang des Teams in Berlin auf.                                                                                    |
| 1. August 2014 – 14. August 2014 2 Wochen | 2                                         | Marlon Roudette                           | When the Beat Drops Out Marlon Roudette, Jamie Hartman | Nach Big City Life (2005) als Mitglied des Duos Mattafix und dem Soloerfolg New Age (2011) ist es der dritte Nummer-eins-Hit in Deutschland für Marlon Roudette. |
| 15. August 2014 – 2. Oktober 2014 7 Wochen | 7                                         | David Guetta feat. Sam Martin             | Lovers on the Sun David Guetta, Tim Bergling, Frédéric Riesterer, Giorgio Tuinfort, Jason Evigan, Michael Einziger                                            | Fünf Jahre nach seinem ersten deutschen Nummer-eins-Hit Sexy Bitch schafft es der französische DJ zum zweiten Mal auf Platz eins. |
| 3. Oktober 2014 – 9. Oktober 2014 1 Woche | 1                                         | The Avener                                | Fade Out Lines Tristan Casara | Fade Out Lines ist die erste in Deutschland veröffentlichte Single des französischen DJ, die sich sofort auf Platz eins festsetzt. Zum zweiten Mal hintereinander ist damit ein Franzose auf der Spitzenposition der deutschen Charts.                                |
| 10. Oktober 2014 – 20. November 2014 6 Wochen | 6                                         | Meghan Trainor                            | All About That Bass Kevin Kadish, Meghan Trainor | Nachdem der Song zunächst in den USA große Bekanntheit erlangte, schaffte er es wenige Wochen später auch in Deutschland auf Rang eins. |
| 21. November 2014 – 4. Dezember 2014 2 Wochen (insgesamt 6) | 6                                         | David Guetta feat. Sam Martin             | Dangerous David Guetta, Giorgio Tuinfort, Sam Martin, Jason Evigan, Lindy Robbins                                                                             | Nach Lovers on the Sun ist es der zweite Nummer-eins-Hit für David Guetta und Sam Martin in diesem Jahr und der dritte Nummer-eins-Hit für Guetta insgesamt. |
| 5. Dezember 2014 – 18. Dezember 2014 2 Wochen | 2                                         | Band Aid 30 Germany                       | Do They Know It’s Christmas? (Deutsche Version) Midge Ure, Bob Geldof; deutscher Text: Andreas Frege, Thees Uhlmann, Sebastian Wehlings, Marten Laciny        | Die deutsche Version ist die fünfte Auflage des Benefizsongs und schaffte nach dem Original 1984 die zweite Nummer-eins-Position. Die englische Version hatte in der Woche zuvor Platz zwei belegt.                                                                   |
| 19. Dezember 2014 – 15. Januar 2015 4 Wochen (insgesamt 6) | 6                                         | David Guetta feat. Sam Martin             | Dangerous David Guetta, Giorgio Tuinfort, Sam Martin, Jason Evigan, Lindy Robbins                                                                             | – |

## Alben
| ← 2013 ← | Liste der Nummer-eins-Alben in Deutschland | Liste der Nummer-eins-Alben in Deutschland | Liste der Nummer-eins-Alben in Deutschland | 2015 → |
| \| Zeitraum \| Wo. ges. \| Interpret \| Titel \| Zusätzliche Informationen \| \| (Zeitraum, Wochen auf Platz eins, Interpret, Titel, zusätzliche Informationen) \| \| \| \| \| \| ------------------------------------------------------------------------------ \| -------- \| --------------------------- \| ---------------------------------------- \| ---------------------------------------------------------------------------------------------------------------------------------------------------------------------------------------------------------------------------------------------------------------------------------------------------------------------------------------------------------------------------------------------------------------------------------------------------------------- \| \| 20. Dezember 2013 – 2. Januar 2014 2 Wochen (insgesamt 3) \| 3 \| Robbie Williams \| Swings Both Ways \| – \| \| 3. Januar 2014 – 23. Januar 2014 3 Wochen (insgesamt 15) \| 15 \| Helene Fischer \| Farbenspiel \| – \| \| 24. Januar 2014 – 30. Januar 2014 1 Woche \| 1 \| Bruce Springsteen \| High Hopes \| Vor 30 Jahren war Springsteen mit Born in the U.S.A. erstmals auf Platz eins der Albumcharts. Zum achten Mal hatte er jetzt die Spitzenposition inne. \| \| 31. Januar 2014 – 13. Februar 2014 2 Wochen \| 2 \| Peter Maffay \| Wenn das so ist \| Seit 2010 ist Maffay Rekordhalter mit den meisten Nummer-eins-Alben in Deutschland und baut die Serie auf nunmehr 16 Alben weiter aus. \| \| 14. Februar 2014 – 20. Februar 2014 1 Woche \| 1 \| Marteria \| Zum Glück in die Zukunft II \| Marteria eröffnet das Jahr der deutschen Rapper in den Albumcharts. Zum Glück in die Zukunft I war 2010 sein erstes Top-Ten-Album, 2012 folgte Grüner Samt mit Platz drei, im dritten Anlauf erreicht er Platz eins. \| \| 21. Februar 2014 – 27. Februar 2014 1 Woche \| 1 \| Broilers \| Noir \| Mit dem Vorgänger Santa Muerte kam die Rockband auf Position drei. \| \| 28. Februar 2014 – 6. März 2014 1 Woche \| 1 \| Bushido \| Sonny Black \| Für den Berliner Rapper ist es das fünfte Nummer-eins-Album, das dritte in Folge. \| \| 7. März 2014 – 13. März 2014 1 Woche \| 1 \| Wolfgang Petry \| Einmal noch! \| 2006 hatte Petry seine Bühnenkarriere offiziell beendet, nach acht Jahren schob er noch ein Album mit Neuinterpretationen alter Hits nach. \| \| 14. März 2014 – 27. März 2014 2 Wochen (insgesamt 15) \| 15 \| Helene Fischer \| Farbenspiel \| – \| \| 28. März 2014 – 3. April 2014 1 Woche \| 1 \| Farid Bang \| Killa \| Bei seinem ersten Nummer-eins-Album arbeitete Farid Bang mit Rapperkollege Kollegah zusammen, Killa ist seine erste Solo-Nummer-eins. \| \| 4. April 2014 – 17. April 2014 2 Wochen (insgesamt 15) \| 15 \| Helene Fischer \| Farbenspiel \| – \| \| 18. April 2014 – 24. April 2014 1 Woche \| 1 \| Die Toten Hosen \| Der Krach der Republik \| Der Ballast der Republik war 2012 das Album des Jahres, das Touralbum dazu verpasste 2013 die Chartspitze, als jetzt die DVD mit zusätzlichen Songs dazukam, sprang auch die Liveversion des Erfolgsalbums auf die Spitzenposition; zum neunten Mal sind die Toten Hosen damit ganz oben. \| \| 25. April 2014 – 1. Mai 2014 1 Woche \| 1 \| Jan Delay \| Hammer & Michel \| Delay hatte damit sein drittes Nummer-eins-Album in Folge. \| \| 2. Mai 2014 – 8. Mai 2014 1 Woche (insgesamt 15) \| 15 \| Helene Fischer \| Farbenspiel \| – \| \| 9. Mai 2014 – 15. Mai 2014 1 Woche \| 1 \| Westernhagen \| Alphatier \| Marius Müller-Westernhagen ist auch schon seit den 1970ern im Popgeschäft, aber erst 1989 kam er erstmals auf Platz eins. Acht Alben veröffentlichte er in den letzten 25 Jahren und siebenmal erreichte er die Spitze, einmal Platz zwei. \| \| 16. Mai 2014 – 22. Mai 2014 1 Woche \| 1 \| Fantasy \| Eine Nacht im Paradies \| Bereits im Vorjahr stieß das Duo mit dem Nummer-3-Album Endstation Sehnsucht in die Spitze der Schlagerinterpreten vor und konnte das mit diesem Album noch übertreffen. \| \| 23. Mai 2014 – 29. Mai 2014 1 Woche \| 1 \| Kollegah \| King \| Im Vorjahr hatten Kollegah gemeinsam mit Farid Bang die Spitze erobert, in diesem Jahr gelingt es beiden solo. \| \| 30. Mai 2014 – 5. Juni 2014 1 Woche \| 1 \| Coldplay \| Ghost Stories \| Coldplay erreichten damit ihr fünftes Nummer-eins-Album seit 2002. \| \| 6. Juni 2014 – 12. Juni 2014 1 Woche (insgesamt 3) \| 3 \| Verschiedene Interpreten \| Sing meinen Song – Das Tauschkonzert \| Die Fernsehshow, in der bekannte deutsche Musiker gegenseitig ihre Lieder covern, brachte auch zahlreiche Singlehits. Der Erfolg hielt weit über das Ende der achtteiligen Sendung hinaus. \| \| 13. Juni 2014 – 19. Juni 2014 1 Woche \| 1 \| KC Rebell \| Rebellution \| Der fünfte Deutschrapper auf Platz eins verpasste im Jahr davor mit dem Album Banger rebellieren auf Platz 2 knapp die Spitze der Charts. \| \| 20. Juni 2014 – 26. Juni 2014 1 Woche \| 1 \| Cro \| Melodie \| Mit dem zweiten Album erreicht Cro zum zweiten Mal die Chartspitze. \| \| 27. Juni 2014 – 3. Juli 2014 1 Woche \| 1 \| Linkin Park \| The Hunting Party \| Nach Coldplay liefert auch die US-Rockband ihr fünftes Nummer-eins-Album in Folge ab. \| \| 4. Juli 2014 – 10. Juli 2014 1 Woche \| 1 \| Ed Sheeran \| × \| Das Debütalbum + kam 2011 nur auf Platz zwölf. Nach dem Plus- folgt das Malzeichen und damit die erste Nummer-eins-Platzierung für den Engländer. \| \| 11. Juli 2014 – 24. Juli 2014 2 Wochen (insgesamt 3) \| 3 \| Verschiedene Interpreten \| Sing meinen Song – Das Tauschkonzert \| – \| \| 25. Juli 2014 – 31. Juli 2014 1 Woche \| 1 \| Rise Against \| The Black Market \| In Deutschland ist die Punkband aus Chicago besonders erfolgreich, es ist das zweite Studioalbum in Folge auf Platz eins. \| \| 1. August 2014 – 7. August 2014 1 Woche \| 1 \| Andrea Berg \| Atlantis – Live 2014 \| Dies ist die Liveversion des Nummer-eins-Albums der Schlagersängerin aus dem Vorjahr. \| \| 8. August 2014 – 14. August 2014 1 Woche \| 1 \| Die Amigos \| Sommerträume \| – \| \| 15. August 2014 – 21. August 2014 1 Woche \| 1 \| Beatsteaks \| Beatsteaks \| Für die Beatsteaks ist es das zweite Nummer-eins-Album in Folge nach Boombox 2011 \| \| 22. August 2014 – 28. August 2014 1 Woche (insgesamt 15) \| 15 \| Helene Fischer \| Farbenspiel \| – \| \| 29. August 2014 – 4. September 2014 1 Woche \| 1 \| Accept \| Blind Rage \| Erstes Nummer-eins-Album der 1971 gegründeten Band. \| \| 5. September 2014 – 11. September 2014 1 Woche (insgesamt 15) \| 15 \| Helene Fischer \| Farbenspiel \| – \| \| 12. September 2014 – 18. September 2014 1 Woche \| 1 \| Niedeckens BAP \| Das Märchen vom gezogenen Stecker – live \| Das erste BAP-Album seit dem Schlaganfall von Wolfgang Niedecken Ende 2011 ist 31 Jahre nach Bess demnähx das zweite Livealbum auf Platz eins und das elfte Album der Band insgesamt an der Chartspitze. \| \| 19. September 2014 – 25. September 2014 1 Woche \| 1 \| Majoe \| Breiter als der Türsteher \| Bis jetzt veröffentlichte Majoe zwei Kollaboalben, beide mit seinem Freund Jasko, die aber nicht in die Top 30 kamen. Breiter als der Türsteher ist sein erstes Soloprojekt und erreicht sofort die Spitze der deutschen Charts. Für das Label Banger Musik ist es das dritte Nummer-eins-Album in diesem Jahr. Neben dem Platz eins sind auch die Plätze zwei, drei und vier Neuzugänge in den Album-Charts. \| \| 26. September 2014 – 2. Oktober 2014 1 Woche \| 1 \| Kraftklub \| In Schwarz \| Zweieinhalb Jahre nach dem Debütalbum Mit K kommt die Band aus Chemnitz auch mit dem zweiten Album wieder auf Platz eins. \| \| 3. Oktober 2014 – 9. Oktober 2014 1 Woche \| 1 \| Clueso \| Stadtrandlichter \| Nachdem es So sehr dabei (2008) und An und für sich (2011) auf Platz drei bzw. zwei schafften, steigt Stadtrandlichter, das sechste Studioalbum von Clueso, sofort auf Platz eins ein. \| \| 10. Oktober 2014 – 16. Oktober 2014 1 Woche \| 1 \| 257ers \| Boomshakkalakka \| – \| \| 17. Oktober 2014 – 23. Oktober 2014 1 Woche \| 1 \| Sunrise Avenue \| Fairytales – Best of 2006–2014 \| – \| \| 24. Oktober 2014 – 30. Oktober 2014 1 Woche \| 1 \| Shindy \| FVCKB!TCHE$GETMONE¥ \| Nach seinem Debütalbum NWA nun das zweite Nummer-eins-Album für den deutschen Rapper Shindy. \| \| 31. Oktober 2014 – 6. November 2014 1 Woche \| 1 \| Farin Urlaub Racing Team \| Faszination Weltraum \| Es ist das dritte Nummer-eins-Album für Farin Urlaub abseits der Ärzte. \| \| 7. November 2014 – 13. November 2014 1 Woche \| 1 \| Die Fantastischen Vier \| Rekord \| – \| \| 14. November 2014 – 20. November 2014 1 Woche \| 1 \| Udo Jürgens und seine Gäste \| Mitten im Leben – Das Tribute Album \| Das Album zur Fernsehshow zum 80. Geburtstag von Udo Jürgens mit Neuinterpretationen und Originalversionen erfolgreicher Lieder erreicht in der dritten Woche die Spitze. Mitwirkende Interpreten sind Christina Stürmer, Jamie Cullum, Chris de Burgh, Helene Fischer, Yvonne Catterfeld, Tim Bendzko, Lang Lang, Annett Louisan, LaBrassBanda, Santiano, José Carreras, Schiller, Otto Waalkes und das Ensemble des Musicals Ich war noch niemals in New York. \| \| 21. November 2014 – 27. November 2014 1 Woche \| 1 \| Pink Floyd \| The Endless River \| – \| \| 28. November 2014 – 4. Dezember 2014 1 Woche \| 1 \| Kool Savas \| Märtyrer \| – \| \| 5. Dezember 2014 – 11. Dezember 2014 1 Woche \| 1 \| Herbert Grönemeyer \| Dauernd jetzt \| Seit seinem Durchbruch vor 30 Jahren mit 4630 Bochum hat Grönemeyer damit mit jedem seiner zehn deutschen Studioalben Platz eins der Albumhitparade erreicht. \| \| 12. Dezember 2014 – 18. Dezember 2014 1 Woche (insgesamt 2) \| 2 \| AC/DC \| Rock or Bust \| Seit sieben Jahren erreichte in der ersten Woche der Veröffentlichung kein anderes Album höhere Verkaufszahlen. \| \| 19. Dezember 2014 – 25. Dezember 2014 1 Woche (insgesamt 15) \| 15 \| Helene Fischer \| Farbenspiel \| Mit nunmehr 14 Wochen ist Fischer unter den Interpretinnen diejenige mit dem am längsten auf Platz eins verweilenden Album seit Beginn der deutschen Musikcharts-Geschichte. Sie erreicht damit den bisherigen Rekord des Albums Movin’ von Jennifer Rush[2] (vgl. Album-Dauerbrenner). \| \| 26. Dezember 2014 – 1. Januar 2015 1 Woche (insgesamt 2) \| 2 \| Unheilig \| Gipfelstürmer \| – \| |                                            |                                            |                                            | |
| ← 2013 |                                            |                                            |                                            | → 2015 → |
| Zeitraum | Wo. ges.                                   | Interpret                                  | Titel                                      | Zusätzliche Informationen |
| (Zeitraum, Wochen auf Platz eins, Interpret, Titel, zusätzliche Informationen) |                                            |                                            |                                            | |
| 20. Dezember 2013 – 2. Januar 2014 2 Wochen (insgesamt 3) | 3                                          | Robbie Williams                            | Swings Both Ways                           | – |
| 3. Januar 2014 – 23. Januar 2014 3 Wochen (insgesamt 15) | 15                                         | Helene Fischer                             | Farbenspiel                                | – |
| 24. Januar 2014 – 30. Januar 2014 1 Woche | 1                                          | Bruce Springsteen                          | High Hopes                                 | Vor 30 Jahren war Springsteen mit Born in the U.S.A. erstmals auf Platz eins der Albumcharts. Zum achten Mal hatte er jetzt die Spitzenposition inne. |
| 31. Januar 2014 – 13. Februar 2014 2 Wochen | 2                                          | Peter Maffay                               | Wenn das so ist                            | Seit 2010 ist Maffay Rekordhalter mit den meisten Nummer-eins-Alben in Deutschland und baut die Serie auf nunmehr 16 Alben weiter aus. |
| 14. Februar 2014 – 20. Februar 2014 1 Woche | 1                                          | Marteria                                   | Zum Glück in die Zukunft II                | Marteria eröffnet das Jahr der deutschen Rapper in den Albumcharts. Zum Glück in die Zukunft I war 2010 sein erstes Top-Ten-Album, 2012 folgte Grüner Samt mit Platz drei, im dritten Anlauf erreicht er Platz eins. |
| 21. Februar 2014 – 27. Februar 2014 1 Woche | 1                                          | Broilers                                   | Noir                                       | Mit dem Vorgänger Santa Muerte kam die Rockband auf Position drei. |
| 28. Februar 2014 – 6. März 2014 1 Woche | 1                                          | Bushido                                    | Sonny Black                                | Für den Berliner Rapper ist es das fünfte Nummer-eins-Album, das dritte in Folge. |
| 7. März 2014 – 13. März 2014 1 Woche | 1                                          | Wolfgang Petry                             | Einmal noch!                               | 2006 hatte Petry seine Bühnenkarriere offiziell beendet, nach acht Jahren schob er noch ein Album mit Neuinterpretationen alter Hits nach. |
| 14. März 2014 – 27. März 2014 2 Wochen (insgesamt 15) | 15                                         | Helene Fischer                             | Farbenspiel                                | – |
| 28. März 2014 – 3. April 2014 1 Woche | 1                                          | Farid Bang                                 | Killa                                      | Bei seinem ersten Nummer-eins-Album arbeitete Farid Bang mit Rapperkollege Kollegah zusammen, Killa ist seine erste Solo-Nummer-eins. |
| 4. April 2014 – 17. April 2014 2 Wochen (insgesamt 15) | 15                                         | Helene Fischer                             | Farbenspiel                                | – |
| 18. April 2014 – 24. April 2014 1 Woche | 1                                          | Die Toten Hosen                            | Der Krach der Republik                     | Der Ballast der Republik war 2012 das Album des Jahres, das Touralbum dazu verpasste 2013 die Chartspitze, als jetzt die DVD mit zusätzlichen Songs dazukam, sprang auch die Liveversion des Erfolgsalbums auf die Spitzenposition; zum neunten Mal sind die Toten Hosen damit ganz oben. |
| 25. April 2014 – 1. Mai 2014 1 Woche | 1                                          | Jan Delay                                  | Hammer & Michel                            | Delay hatte damit sein drittes Nummer-eins-Album in Folge. |
| 2. Mai 2014 – 8. Mai 2014 1 Woche (insgesamt 15) | 15                                         | Helene Fischer                             | Farbenspiel                                | – |
| 9. Mai 2014 – 15. Mai 2014 1 Woche | 1                                          | Westernhagen                               | Alphatier                                  | Marius Müller-Westernhagen ist auch schon seit den 1970ern im Popgeschäft, aber erst 1989 kam er erstmals auf Platz eins. Acht Alben veröffentlichte er in den letzten 25 Jahren und siebenmal erreichte er die Spitze, einmal Platz zwei. |
| 16. Mai 2014 – 22. Mai 2014 1 Woche | 1                                          | Fantasy                                    | Eine Nacht im Paradies                     | Bereits im Vorjahr stieß das Duo mit dem Nummer-3-Album Endstation Sehnsucht in die Spitze der Schlagerinterpreten vor und konnte das mit diesem Album noch übertreffen. |
| 23. Mai 2014 – 29. Mai 2014 1 Woche | 1                                          | Kollegah                                   | King                                       | Im Vorjahr hatten Kollegah gemeinsam mit Farid Bang die Spitze erobert, in diesem Jahr gelingt es beiden solo. |
| 30. Mai 2014 – 5. Juni 2014 1 Woche | 1                                          | Coldplay                                   | Ghost Stories                              | Coldplay erreichten damit ihr fünftes Nummer-eins-Album seit 2002. |
| 6. Juni 2014 – 12. Juni 2014 1 Woche (insgesamt 3) | 3                                          | Verschiedene Interpreten                   | Sing meinen Song – Das Tauschkonzert       | Die Fernsehshow, in der bekannte deutsche Musiker gegenseitig ihre Lieder covern, brachte auch zahlreiche Singlehits. Der Erfolg hielt weit über das Ende der achtteiligen Sendung hinaus. |
| 13. Juni 2014 – 19. Juni 2014 1 Woche | 1                                          | KC Rebell                                  | Rebellution                                | Der fünfte Deutschrapper auf Platz eins verpasste im Jahr davor mit dem Album Banger rebellieren auf Platz 2 knapp die Spitze der Charts. |
| 20. Juni 2014 – 26. Juni 2014 1 Woche | 1                                          | Cro                                        | Melodie                                    | Mit dem zweiten Album erreicht Cro zum zweiten Mal die Chartspitze. |
| 27. Juni 2014 – 3. Juli 2014 1 Woche | 1                                          | Linkin Park                                | The Hunting Party                          | Nach Coldplay liefert auch die US-Rockband ihr fünftes Nummer-eins-Album in Folge ab. |
| 4. Juli 2014 – 10. Juli 2014 1 Woche | 1                                          | Ed Sheeran                                 | ×                                          | Das Debütalbum + kam 2011 nur auf Platz zwölf. Nach dem Plus- folgt das Malzeichen und damit die erste Nummer-eins-Platzierung für den Engländer. |
| 11. Juli 2014 – 24. Juli 2014 2 Wochen (insgesamt 3) | 3                                          | Verschiedene Interpreten                   | Sing meinen Song – Das Tauschkonzert       | – |
| 25. Juli 2014 – 31. Juli 2014 1 Woche | 1                                          | Rise Against                               | The Black Market                           | In Deutschland ist die Punkband aus Chicago besonders erfolgreich, es ist das zweite Studioalbum in Folge auf Platz eins. |
| 1. August 2014 – 7. August 2014 1 Woche | 1                                          | Andrea Berg                                | Atlantis – Live 2014                       | Dies ist die Liveversion des Nummer-eins-Albums der Schlagersängerin aus dem Vorjahr. |
| 8. August 2014 – 14. August 2014 1 Woche | 1                                          | Die Amigos                                 | Sommerträume                               | – |
| 15. August 2014 – 21. August 2014 1 Woche | 1                                          | Beatsteaks                                 | Beatsteaks                                 | Für die Beatsteaks ist es das zweite Nummer-eins-Album in Folge nach Boombox 2011 |
| 22. August 2014 – 28. August 2014 1 Woche (insgesamt 15) | 15                                         | Helene Fischer                             | Farbenspiel                                | – |
| 29. August 2014 – 4. September 2014 1 Woche | 1                                          | Accept                                     | Blind Rage                                 | Erstes Nummer-eins-Album der 1971 gegründeten Band. |
| 5. September 2014 – 11. September 2014 1 Woche (insgesamt 15) | 15                                         | Helene Fischer                             | Farbenspiel                                | – |
| 12. September 2014 – 18. September 2014 1 Woche | 1                                          | Niedeckens BAP                             | Das Märchen vom gezogenen Stecker – live   | Das erste BAP-Album seit dem Schlaganfall von Wolfgang Niedecken Ende 2011 ist 31 Jahre nach Bess demnähx das zweite Livealbum auf Platz eins und das elfte Album der Band insgesamt an der Chartspitze. |
| 19. September 2014 – 25. September 2014 1 Woche | 1                                          | Majoe                                      | Breiter als der Türsteher                  | Bis jetzt veröffentlichte Majoe zwei Kollaboalben, beide mit seinem Freund Jasko, die aber nicht in die Top 30 kamen. Breiter als der Türsteher ist sein erstes Soloprojekt und erreicht sofort die Spitze der deutschen Charts. Für das Label Banger Musik ist es das dritte Nummer-eins-Album in diesem Jahr. Neben dem Platz eins sind auch die Plätze zwei, drei und vier Neuzugänge in den Album-Charts.                                                    |
| 26. September 2014 – 2. Oktober 2014 1 Woche | 1                                          | Kraftklub                                  | In Schwarz                                 | Zweieinhalb Jahre nach dem Debütalbum Mit K kommt die Band aus Chemnitz auch mit dem zweiten Album wieder auf Platz eins. |
| 3. Oktober 2014 – 9. Oktober 2014 1 Woche | 1                                          | Clueso                                     | Stadtrandlichter                           | Nachdem es So sehr dabei (2008) und An und für sich (2011) auf Platz drei bzw. zwei schafften, steigt Stadtrandlichter, das sechste Studioalbum von Clueso, sofort auf Platz eins ein. |
| 10. Oktober 2014 – 16. Oktober 2014 1 Woche | 1                                          | 257ers                                     | Boomshakkalakka                            | – |
| 17. Oktober 2014 – 23. Oktober 2014 1 Woche | 1                                          | Sunrise Avenue                             | Fairytales – Best of 2006–2014             | – |
| 24. Oktober 2014 – 30. Oktober 2014 1 Woche | 1                                          | Shindy                                     | FVCKB!TCHE$GETMONE¥                        | Nach seinem Debütalbum NWA nun das zweite Nummer-eins-Album für den deutschen Rapper Shindy. |
| 31. Oktober 2014 – 6. November 2014 1 Woche | 1                                          | Farin Urlaub Racing Team                   | Faszination Weltraum                       | Es ist das dritte Nummer-eins-Album für Farin Urlaub abseits der Ärzte. |
| 7. November 2014 – 13. November 2014 1 Woche | 1                                          | Die Fantastischen Vier                     | Rekord                                     | – |
| 14. November 2014 – 20. November 2014 1 Woche | 1                                          | Udo Jürgens und seine Gäste                | Mitten im Leben – Das Tribute Album        | Das Album zur Fernsehshow zum 80. Geburtstag von Udo Jürgens mit Neuinterpretationen und Originalversionen erfolgreicher Lieder erreicht in der dritten Woche die Spitze. Mitwirkende Interpreten sind Christina Stürmer, Jamie Cullum, Chris de Burgh, Helene Fischer, Yvonne Catterfeld, Tim Bendzko, Lang Lang, Annett Louisan, LaBrassBanda, Santiano, José Carreras, Schiller, Otto Waalkes und das Ensemble des Musicals Ich war noch niemals in New York. |
| 21. November 2014 – 27. November 2014 1 Woche | 1                                          | Pink Floyd                                 | The Endless River                          | – |
| 28. November 2014 – 4. Dezember 2014 1 Woche | 1                                          | Kool Savas                                 | Märtyrer                                   | – |
| 5. Dezember 2014 – 11. Dezember 2014 1 Woche | 1                                          | Herbert Grönemeyer                         | Dauernd jetzt                              | Seit seinem Durchbruch vor 30 Jahren mit 4630 Bochum hat Grönemeyer damit mit jedem seiner zehn deutschen Studioalben Platz eins der Albumhitparade erreicht. |
| 12. Dezember 2014 – 18. Dezember 2014 1 Woche (insgesamt 2) | 2                                          | AC/DC                                      | Rock or Bust                               | Seit sieben Jahren erreichte in der ersten Woche der Veröffentlichung kein anderes Album höhere Verkaufszahlen. |
| 19. Dezember 2014 – 25. Dezember 2014 1 Woche (insgesamt 15) | 15                                         | Helene Fischer                             | Farbenspiel                                | Mit nunmehr 14 Wochen ist Fischer unter den Interpretinnen diejenige mit dem am längsten auf Platz eins verweilenden Album seit Beginn der deutschen Musikcharts-Geschichte. Sie erreicht damit den bisherigen Rekord des Albums Movin’ von Jennifer Rush (vgl. Album-Dauerbrenner). |
| 26. Dezember 2014 – 1. Januar 2015 1 Woche (insgesamt 2) | 2                                          | Unheilig                                   | Gipfelstürmer                              | – |

## Jahreshitparaden
Helene Fischer erreicht sowohl die Spitze der Single- als auch der Albumwertung, Farbenspiel ist somit das erste Album in der deutschen Chartgeschichte, das zwei Jahre in Folge an der Spitze der Jahrescharts stand.

| ← 2013 ← | Liste der Jahres-Nummer-eins-Hits in Deutschland | Liste der Jahres-Nummer-eins-Hits in Deutschland              | Liste der Jahres-Nummer-eins-Hits in Deutschland | 2015 →   |
| \| Singles \| Position# \| Alben \| \| ---------------------------------------------------------------------------------------------------- \| --------- \| ------------------------------------------------------------- \| \| Atemlos durch die Nacht Helene Fischer Kristina Bach \| 1 \| Farbenspiel Helene Fischer \| \| Happy Pharrell Williams \| 2 \| Rock or Bust AC/DC \| \| Waves (Robin Schulz Remix) Mr. Probz Dennis Princewell Stehr \| 3 \| The Endless River Pink Floyd \| \| Auf uns Andreas Bourani Andreas Bourani, Julius Hartog, Tom Olbrich \| 4 \| Sing meinen Song – Das Tauschkonzert Verschiedene Interpreten \| \| Au revoir Mark Forster feat. Sido Mark Cwiertnia, Sido Gold, Philipp Steinke \| 5 \| Dauernd jetzt Herbert Grönemeyer \| \| Prayer in C (Robin Schulz Remix) Lilly Wood & the Prick and Robin Schulz Nili Hadida, Benjamin Cotto \| 6 \| Wenn das so ist Peter Maffay \| \| Rather Be Clean Bandit feat. Jess Glynne James Napier, Jack Patterson, Grace Chatto, Nicole Marshall \| 7 \| King Kollegah \| \| I See Fire Ed Sheeran Edward Sheeran \| 8 \| Best of Helene Fischer Helene Fischer \| \| Traum Cro Christoph Bauss, Fridolin Walcher, Carlo Waibel \| 9 \| × Ed Sheeran \| \| Love Runs Out OneRepublic Ryan Tedder, Andrew Brown, Eddie Fisher, Brent Kutzle, Zach Filkins \| 10 \| Gipfelstürmer Unheilig \| |                                                  |                                                               |                                                  |          |
| ← 2013 |                                                  |                                                               |                                                  | → 2015 → |
| Singles | Position#                                        | Alben                                                         |                                                  |          |
| Atemlos durch die Nacht Helene Fischer Kristina Bach | 1                                                | Farbenspiel Helene Fischer                                    |                                                  |          |
| Happy Pharrell Williams | 2                                                | Rock or Bust AC/DC                                            |                                                  |          |
| Waves (Robin Schulz Remix) Mr. Probz Dennis Princewell Stehr | 3                                                | The Endless River Pink Floyd                                  |                                                  |          |
| Auf uns Andreas Bourani Andreas Bourani, Julius Hartog, Tom Olbrich | 4                                                | Sing meinen Song – Das Tauschkonzert Verschiedene Interpreten |                                                  |          |
| Au revoir Mark Forster feat. Sido Mark Cwiertnia, Sido Gold, Philipp Steinke | 5                                                | Dauernd jetzt Herbert Grönemeyer                              |                                                  |          |
| Prayer in C (Robin Schulz Remix) Lilly Wood & the Prick and Robin Schulz Nili Hadida, Benjamin Cotto | 6                                                | Wenn das so ist Peter Maffay                                  |                                                  |          |
| Rather Be Clean Bandit feat. Jess Glynne James Napier, Jack Patterson, Grace Chatto, Nicole Marshall | 7                                                | King Kollegah                                                 |                                                  |          |
| I See Fire Ed Sheeran Edward Sheeran | 8                                                | Best of Helene Fischer Helene Fischer                         |                                                  |          |
| Traum Cro Christoph Bauss, Fridolin Walcher, Carlo Waibel | 9                                                | × Ed Sheeran                                                  |                                                  |          |
| Love Runs Out OneRepublic Ryan Tedder, Andrew Brown, Eddie Fisher, Brent Kutzle, Zach Filkins | 10                                               | Gipfelstürmer Unheilig                                        |                                                  |          |